# Harvard Law Review
Der Harvard Law Review ist eine rechtswissenschaftliche Zeitschrift, die von Studenten der Harvard Law School herausgegeben wird. Die monatliche Zeitschrift gilt als prestigeträchtigste und ist die am häufigsten zitierte Rechtszeitschrift der Vereinigten Staaten. Ausgaben erscheinen von November bis Juni monatlich, die Auflage liegt bei etwa 8.000 Exemplaren.
Die Harvard Law Review Association ist ein Mitherausgeber des Bluebooks, der wichtigsten Autorität für das Format von Rechtszitierungen in den USA.

## Geschichte
Die erste Ausgabe der Law Review erschien am 15. April 1887. Sie entstand maßgeblich aufgrund der Initiative von Louis Brandeis, Harvard-Alumnus und später Richter am Obersten Gerichtshof der Vereinigten Staaten.
Ehemalige Mitglieder des Harvard-Law-Review-Teams sind die Richter am Obersten Gerichtshof der USA Ruth Bader Ginsburg, Antonin Scalia, Stephen Breyer und John G. Roberts, Jr., der 44. Präsident der Vereinigten Staaten Barack Obama, der frühere Gouverneur des Bundesstaates New York Eliot Spitzer sowie die Pulitzer-Preisträgerin für Geschichte Annette Gordon-Reed.
Im Jahr 2023 lehnte der Harvard Law Review einen Aufsatz mit dem Titel “The Ongoing Nakba: Towards a Legal Framework for Palestine”, verfasst von dem palästinensischen Doktorkandidaten Rabea Eghbariah ab, nachdem er bereits redigiert, faktenüberprüft und genehmigt worden war. Eghbariah argumentiert darin, dass der israelische Angriff auf den Gazastreifen nach dem Terrorangriff der Hamas auf Israel am 7. Oktober 2023, bei dem mehr als 14.000 Palästinenser getötet wurden, den Tatbestand des Völkermordes nach der entsprechenden UNO-Konvention erfüllen. Eine Versammlung von mehr als hundert Redakteuren des Harvard Law Review lehnte die Veröffentlichung ab, aus Angst, dass die Veröffentlichung den Karrierechancen der Redakteure schaden könnte. 25 Redakteure kritisierten die Entscheidung in einer öffentlichen Erklärung. Der Aufsatz erschien schließlich in The Nation.